# Tomaz Salomão
Tomaz August Salomão (16 ottobre 1954) è un economista, politico e diplomatico mozambicano.

## Biografia
Tomaz Salomão è stato il segretario generale della Comunità di sviluppo dell'Africa meridionale nel periodo agosto 2005-settembre 2013. Salomão è stato designato nel Vertice del 2005 dei capi di Stato e di Governo della SADC a Gaborone, Botswana. Gli è successa la tanzaniana Stergomena Tax.
Salomão ha ottenuto il dottorato alla Johns Hopkins University a Baltimora (Maryland), Stati Uniti. Oppositore del presidente Robert Mugabe dello Zimbabwe hanno criticato Salomão per la sua valutazione delle elezioni dello Zimbabwe come libere e corrette. Prima del Vertice dell'UE, tenuto a Lisbona nel Dicembre 2007, Salomão ha detto: "La SADC non andrà a Lisbona a discutere dello Zimbabwe perché il Vertice non riguarda lo Zimbabwe, ma le relazioni tra la UE e l'Africa".